# دیوانگی

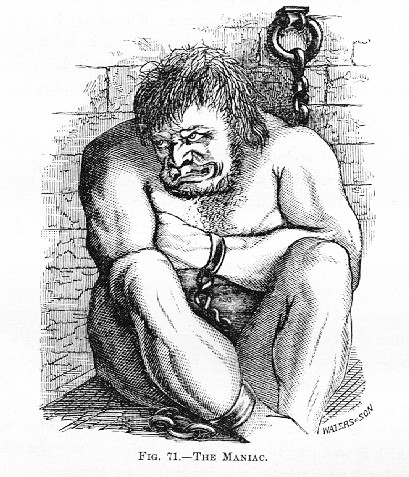
اثر چارلز بل (۱۸۰۶)

دیوانِگی یا جُنون به حالتی گفته می‌شود که شخص نمی‌تواند از قوه ادراک خویش به نحو احسن استفاده نماید. روان‌پریشی‌ها در اصطلاح عامه، «دیوانگی» و در اصطلاح فقهی و حقوقی جزو انواع جنون خوانده می‌شوند.

## واژه‌شناسی
به شخص دچار دیوانگی، دیوانه در مقابل فرزانه(عاقل) یا مجنون(به عربی) گفته می‌شود.
از نظر واژه‌شناسی، دیوانه یعنی دیوگونه یا بسان دیو. از آن جایی که در افسانه‌های ایرانی، دیو نماد نادرستی، زشتی و پلیدی و وارونه کاری است؛ دیوانه هم کسی است که کارهایی خلاف دیگران می‌کند.
در ادبیّات فارسی لغت عربی «مجنون» هم به‌عنوان مترادف واژهٔ دیوانه کاربرد دارد. در حقوق کیفری به دلیل عدم درک و آگاهی صحیح فرد دیوانه از رفتار و عدم توانایی در ارزیابی عملکرد خود، جنون از علل رافع مسئولیت کیفری به حساب می‌آید. دیوانگی یا جنون مصادیق متعددی دارد به همین دلیل در بسیاری از موارد تعیین حدود مسئولیت مجنون با مشکلات زیادی همراه است و نیاز به کارشناسی دقیق متخصصین دارد.از طرفی نمیشود چون کسی خلاف بقیه انسان ها عمل میکند برچسبی وارد کرد آن‌هم بعلت اینکه اقلیت هست و همچنین این را هم باید در نظر داشت که همه ما انسان ها بر خلاف هم رفتار میکنیم و این استدلال درستی برای برچسب زدن نیست قاطعیتی در این امر وجود ندارد تنها میشود گفت تضاد رفتاری در انسان است نه دیوانگی.

## نگارخانه

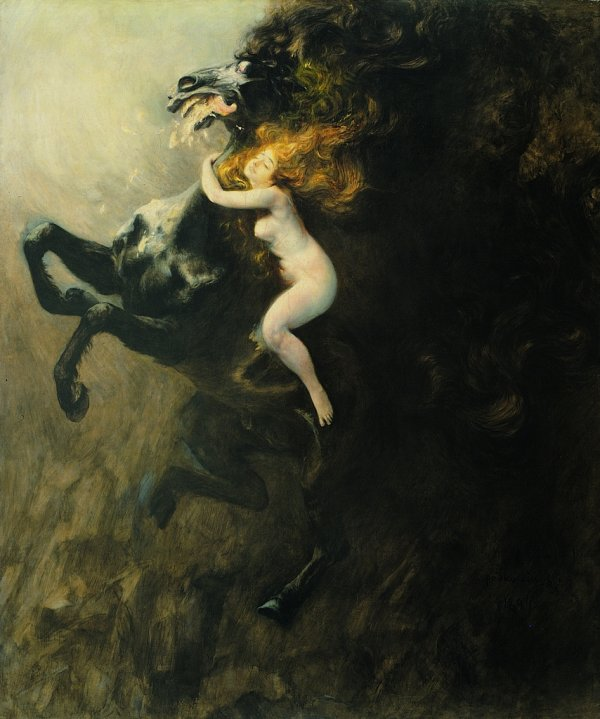
دیوانگی اثر ولادیسلاو پودکووینسکی